# Sybra triflavomaculata
Sybra triflavomaculata là một loài bọ cánh cứng trong họ Cerambycidae.